# Villanueva de Campeán
Villanueva de Campeán – gmina w Hiszpanii, w prowincji Zamora, w Kastylii i León, o powierzchni 12,04 km². W 2011 roku gmina liczyła 143 mieszkańców.